# 廣告遊戲
廣告遊戲是以对某种产品做广告宣传为主要目的的电子游戏。通常是以Flash等技术制作的小型游戏，并且通常在游戏中加入产品的LOGO，或者以产品的形象作为游戏内容，鼓励玩家进行游戏并由此做出对某种产品的宣传。